# Wereldkampioenschappen kortebaanzwemmen 2006
De wereldkampioenschappen zwemmen kortebaan 2006 werden van 5 april tot en met 9 april 2006 gehouden in het Chinese Shanghai.

## Mannen

### 50 meter rugslag
| rang   | naam               | land | tijd  |
| ------ | ------------------ | ---- | ----- |
| Goud   | Matt Welsh         | AUS  | 23,53 |
| Zilver | Thomas Rupprath    | GER  | 23,70 |
| Brons  | Helge Meeuw        | GER  | 24,01 |
| 4      | Kun-Peng Ou Yang   | CHN  | 24,03 |
| 5      | Randall Bal        | USA  | 24,21 |
| 6      | Arkadi Vjatsjanin  | RUS  | 24,22 |
| 7      | Alex Keng Liat Lim | MAS  | 24,40 |
| 8      | Andrei Oleinik     | UKR  | 25,04 |

### 100 meter rugslag
| rang   | naam               | land | tijd  |
| ------ | ------------------ | ---- | ----- |
| Goud   | Matt Welsh         | AUS  | 51,09 |
| Zilver | Markus Rogan       | AUT  | 51,48 |
| Brons  | Randall Bal        | USA  | 51,63 |
| Brons  | Helge Meeuw        | GER  | 51,63 |
| 5      | Kun-Peng Ou Yang   | CHN  | 51,78 |
| 6      | Arkadi Vjatsjanin  | RUS  | 51,89 |
| 7      | Matt Grevers       | USA  | 52,20 |
| 8      | Alex Keng Liat Lim | MAS  | 52,82 |

### 200 meter rugslag
| rang   | naam             | land | tijd         |
| ------ | ---------------- | ---- | ------------ |
| Goud   | Ryan Lochte      | USA  | (WR) 1.49,05 |
| Zilver | Markus Rogan     | AUT  | 1.50,97      |
| Brons  | Matt Welsh       | AUS  | 1.53,10      |
| 4      | Kun-Peng Ou Yang | CHN  | 1.53,21      |
| 5      | Ethan Rolff      | AUS  | 1.54,83      |
| 6      | Bo-Dong Zhang    | CHN  | 1.54,84      |
| 7      | Jayme Cramer     | USA  | 1.56,54      |
| 8      | George Du Rand   | RSA  | 1.57,71      |

### 50 meter schoolslag
| rang   | naam                | land | tijd  |
| ------ | ------------------- | ---- | ----- |
| Goud   | Oleg Lisogor        | UKR  | 26,39 |
| Zilver | Alessandro Terrin   | ITA  | 26,60 |
| Brons  | Christopher Cook    | GBR  | 27,17 |
| 4      | Brenton Rickard     | AUS  | 27,19 |
| 5      | James Gibson        | GBR  | 27,35 |
| 6      | Valeryi Dymo        | UKR  | 27,41 |
| 7      | Michail Aleksandrov | BUL  | 27,44 |
| 8      | Martin Gustavsson   | SWE  | 27,47 |

### 100 meter schoolslag
| rang   | naam               | land | tijd   |
| ------ | ------------------ | ---- | ------ |
| Goud   | Oleg Lisogor       | UKR  | 58,14  |
| Zilver | Brenton Rickard    | AUS  | 58,70  |
| Brons  | Alexander Dale Oen | NOR  | 59,16  |
| 4      | Alessandro Terrin  | ITA  | 59,17  |
| 5      | Valerie Dymo       | UKR  | 59,22  |
| 6      | Vladislav Poljakov | KAZ  | 59,38  |
| 7      | Scott Usher        | USA  | 59,54  |
| 8      | Romanos Alyfantis  | GRE  | diskw. |
| 14     | Robin van Aggele   | NED  | 59,86  |

### 200 meter schoolslag
| rang   | naam                | land | tijd    |
| ------ | ------------------- | ---- | ------- |
| Goud   | Vladislav Poljakov  | KAZ  | 2.06,95 |
| Zilver | Brenton Rickard     | AUS  | 2.07,52 |
| Brons  | Jevgeni Risjkov     | RUS  | 2.07.94 |
| 4      | Michail Aleksandrov | RUS  | 2.08,67 |
| 5      | Kyosuke Yonehara    | JPN  | 2.08,69 |
| 6      | Zhie Xie            | CHN  | 2.09,00 |
| 7      | Scott Usher         | USA  | 2.09,55 |
| 8      | Giordan Pogioli     | USA  | 2.09,95 |
| 11     | Robin van Aggele    | NED  | 2.10,09 |

### 50 meter vlinderslag
| rang   | naam              | land | tijd  |
| ------ | ----------------- | ---- | ----- |
| Goud   | Matt Welsh        | AUS  | 23,05 |
| Zilver | Sergej Breoes     | UKR  | 23,06 |
| Brons  | Kaio de Almeida   | BRA  | 23,07 |
| 4      | Albert Subirats   | VEN  | 23,11 |
| 5      | Adam Pine         | AUS  | 23,25 |
| 6      | Duje Draganja     | CRO  | 23,37 |
| 7      | Jayme Cramer      | USA  | 23,49 |
| 8      | Kohei Kawamoto    | JPN  | 23,61 |
| 20     | Bastiaan Tamminga | NED  | 24,18 |

### 100 meter vlinderslag
| rang   | naam                  | land | tijd  |
| ------ | --------------------- | ---- | ----- |
| Goud   | Kaio de Almeida       | BRA  | 51,07 |
| Zilver | Albert Subirats       | VEN  | 51,23 |
| Brons  | Jayme Cramer          | USA  | 51,53 |
| 4      | Thomas Rupprath       | GER  | 51,56 |
| 5      | Adam Pine             | AUS  | 51,58 |
| 6      | Wu Peng               | CHN  | 51,64 |
| 7      | Peter Mankoč          | SLO  | 51,67 |
|        | Jevgeni Korotsjisjkin | RUS  | 51,67 |
| 26     | Bastiaan Tamminga     | NED  | 53,72 |

### 200 meter vlinderslag
| rang   | naam              | land | tijd    |
| ------ | ----------------- | ---- | ------- |
| Goud   | Wu Peng           | CHN  | 1.52,36 |
| Zilver | Moss Burmester    | NZL  | 1.53,94 |
| Brons  | Nikolaj Skvortsov | RUS  | 1.54,09 |
| 4      | Sergii Advena     | UKR  | 1.55,07 |
| 5      | Jeremy Knowles    | BAH  | 1.55,23 |
| 6      | Helge Meeuw       | GER  | 1.55,38 |
| 7      | Makoto Muto       | JPN  | 1.55,45 |
| 8      | Chen Yin          | CHN  | 1.57,34 |

### 50 meter vrije slag
| rang   | naam               | land | tijd  |
| ------ | ------------------ | ---- | ----- |
| Goud   | Duje Draganja      | CRO  | 21,38 |
| Zilver | Cullen Jones       | USA  | 21,52 |
| Brons  | Oleksandr Volinets | UKR  | 21,62 |
| Brons  | Nicholas Brunelli  | USA  | 21,62 |
| 5      | Stefan Nystrand    | SWE  | 21,66 |
| 6      | José Meolans       | ARG  | 21,72 |
| 7      | Nicholas Santos    | BRA  | 21,90 |
| 8      | Guilherme Santos   | BRA  | 22,15 |

### 100 meter vrije slag
| rang   | naam              | land | tijd  |
| ------ | ----------------- | ---- | ----- |
| Goud   | Ryk Neethling     | RSA  | 47,24 |
| Zilver | Filippo Magnini   | ITA  | 47,31 |
| Brons  | José Meolans      | ARG  | 47,87 |
| 4      | Nicholas Brunelli | USA  | 47,91 |
| 5      | César Cielo Filho | BRA  | 48,04 |
| 6      | Alessandro Calvi  | ITA  | 48,06 |
| 7      | Jevgeni Lagoenov  | RUS  | 48,27 |
| 8      | Martin Verner     | CZE  | 48,55 |

### 200 meter vrije slag
| rang   | naam                  | land | tijd    |
| ------ | --------------------- | ---- | ------- |
| Goud   | Ryk Neethling         | RSA  | 1.43,51 |
| Zilver | Filippo Magnini       | ITA  | 1.43,78 |
| Brons  | Massimiliano Rosolino | ITA  | 1.44.67 |
| 4      | Kvetoslav Svoboda     | CZE  | 1.44,90 |
| 5      | Ryan Lochte           | USA  | 1.45,20 |
| 6      | Jayme Cramer          | USA  | 1.45,35 |
| 7      | Rodrigo Castro        | BRA  | 1.45,63 |
| 8      | Nicholas Ffrost       | AUS  | 1.47,01 |
| 26     | Bas van Velthoven     | NED  | 1.48,91 |

### 400 meter vrije slag
| rang   | naam                  | land | tijd    |
| ------ | --------------------- | ---- | ------- |
| Goud   | Joeri Priloekov       | RUS  | 3.39,08 |
| Zilver | Park Tae-Hwan         | KOR  | 3.40,43 |
| Brons  | Massimiliano Rosolino | ITA  | 3.41.04 |
| 4      | Zhang Lin             | CHN  | 3.42,57 |
| 5      | Robert Margalis       | USA  | 3.43,22 |
| 6      | Kvetoslav Svoboda     | CZE  | 3.44,46 |
| 7      | Larsen Jensen         | DEN  | 3.46,32 |
| 8      | Nicola Cassio         | ITA  | 3.46,79 |

### 1500 meter vrije slag
| rang   | naam                 | land | tijd          |
| ------ | -------------------- | ---- | ------------- |
| Goud   | Joeri Priloekov      | RUS  | (ER) 14.23,92 |
| Zilver | Park Tae-Hwan        | KOR  | 14.33,28      |
| Brons  | Zhang Lin            | CHN  | 14.42,82      |
| 4      | Larsen Jensen        | USA  | 14.50,55      |
| 5      | Chen Ren             | CHN  | 14.51,66      |
| 6      | Christopher Thompson | USA  | 14.58,23      |
| 7      | Ryan Cochrane        | CAN  | 15.04,00      |
| 8      | Ricardo Monasterio   | VEN  | 15.04,29      |

### 100 meter wisselslag
| rang   | naam              | land | tijd  |
| ------ | ----------------- | ---- | ----- |
| Goud   | Ryk Neethling     | RSA  | 52,42 |
| Zilver | Peter Mankoč      | SLO  | 53,00 |
| Brons  | Stefan Nystrand   | SWE  | 53,97 |
| 4      | Christian Galenda | ITA  | 54,07 |
| 5      | Liam Tancock      | GBR  | 54,22 |
| 6      | Robin van Aggele  | NED  | 54,24 |
| 7      | Matt Grevers      | USA  | 54,28 |
| 8      | Thomas Rupprath   | GER  | 54,55 |

### 200 meter wisselslag
| rang   | naam             | land | tijd        |
| ------ | ---------------- | ---- | ----------- |
| Goud   | Ryan Lochte      | USA  | (WR)1.53,31 |
| Zilver | Markus Rogan     | AUT  | 1.55,68     |
| Brons  | Igor Berezoetski | RUS  | 1.56,64     |
| 4      | Leith Brodie     | AUS  | 1.56,77     |
| 5      | Peter Mankoč     | SLO  | 1.56,81     |
| 6      | Dean Kent        | NZL  | 1.57,31     |
| 7      | Ioannis Kokkodis | GRE  | 1.58,06     |
| 8      | Timothy Liebhold | USA  | 1.59,52     |

### 400 meter wisselslag
| rang   | naam             | land | tijd    |
| ------ | ---------------- | ---- | ------- |
| Goud   | Ryan Lochte      | USA  | 4.02,49 |
| Zilver | Luca Marin       | ITA  | 4.05,12 |
| Brons  | Igor Berezoetski | RUS  | 4.06.81 |
| 4      | Robert Margalis  | USA  | 4.07,54 |
| 5      | Dean Kent        | NZL  | 4.08,04 |
| 6      | Tao Zhao         | CHN  | 4.11,38 |
| 7      | Leith Brodie     | AUS  | 4.16,24 |
| 8      | Lucas Salatta    | BRA  | 4.18,29 |

### 4 x 100 meter vrije slag
| rang   | naam                                                                         | land | tijd    |
| ------ | ---------------------------------------------------------------------------- | ---- | ------- |
| Goud   | Alessandro Calvi Klaus Lanzarini Christian Galenda Filippo Magnini           | ITA  | 3.10,74 |
| Zilver | Marcus Piehl Lars Frölander Jonas Tilly Stefan Nystrand                      | SWE  | 3.11,63 |
| Brons  | Nicholas Brunelli Ryan Lochte Matt Grevers Jason Lezak                       | USA  | 3.11.92 |
| 4      | Jevgeni Lagoenov Andrey Grechin Andrej Kapralov Arkadi Vjatsjanin            | RUS  | 3.12,41 |
| 5      | Guilherme Santos César Cielo Filho Rodrigo Castro Nicholas Santos            | BRA  | 3.12,68 |
| 6      | Igor Cerensek Bruno Barbic Alexei Puninski Mario Delac                       | CRO  | 3.15,75 |
| 7      | Eamon Sullivan Andrew Mewing Ethan Rolff Adam Pine                           | AUS  | 3.15,96 |
| 8      | Rolanqas Gimbutis Saulius Binevicius Emilis Vaitkaitis Paulius Viktoravicius | LTU  | 3.16,38 |
| DNS    | Nederland                                                                    | NED  |         |

### 4 x 200 meter vrije slag
| rang   | naam                                                                   | land | tijd         |
| ------ | ---------------------------------------------------------------------- | ---- | ------------ |
| Goud   | Massimiliano Rosolino Matteo Pellicciari Nicola Cassio Filippo Magnini | ITA  | 6.59,08 (CR) |
| Zilver | Andrew Mewing Louis Paul Grant Brits Nicholas Ffrost                   | AUS  | 7.04,16      |
| Brons  | Ryan Lochte Nicholas Brunelli Jayme Cramer Larsen Jensen               | USA  | 7.04,34      |
| 4      | Shao-Hua Huang Zhang Lin Peng-Yuan Wang Chenlong Yu                    | CHN  | 7.05,94      |
| 5      | Rodrigo Castro César Cielo Filho Thiago Pereira Lucas Salatta          | BRA  | 7.06,09      |
| 6      | Adriano Niz Miguel Pires Fabio Pereira Tiago Venancio                  | POR  | 7.08,85      |
| 7      | Michal Rubacek Martin Verner Martin Kresta Kvetoslav Svoboda           | CZE  | 7.10,99      |
| 8      | Robert Voss Cameron Gibson Andrew McMillan Moss Burmester              | NZL  | 7.12,29      |

### 4 x 100 meter wisselslag
| rang   | naam                                                                     | land | tijd    |
| ------ | ------------------------------------------------------------------------ | ---- | ------- |
| Goud   | Matt Welsh Brenton Rickard Adam Pine Ashley Callus                       | AUS  | 3.27,71 |
| Zilver | Ryan Lochte Scott Usher Jayme Cramer Nicholas Brunelli                   | USA  | 3.28,62 |
| Brons  | Andriy Oleynyk Oleg Lisogor Sergiy Advena Andrij Serdinov                | UKR  | 3.28.62 |
| 4      | Arkadi Vjatsjanin Dmitri Komornikov Jevgeni Korotysjkin Jevgeni Lagoenov | RUS  | 3.31,11 |
| 5      | Kun-Peng Ou Yang Zhi Xie Dong Wang Shao-Hua Huang                        | CHN  | 3.34,14 |
| 6      | Ante Cvitkovic Vanja Rogulj Duje Draganja Bruno Barbic                   | CRO  | 3.34,14 |
| 7      | Scott Talbot Dean Kent Moss Burmeister Cameron Gibson                    | NZL  | 3.35,28 |
| 8      | Stanislav Ossinskiy Vladislav Plyakov Rustam Khuduyen Vitaluy Khan       | KAZ  | 3.35,58 |

## Vrouwen

### 50 meter rugslag
| rang   | naam                | land | tijd       |
| ------ | ------------------- | ---- | ---------- |
| Goud   | Janine Pietsch      | GER  | (ER) 27,00 |
| Zilver | Tayliah Zimmer      | AUS  | 27,25      |
| Brons  | Chang Gao           | CHN  | 27,28      |
| 4      | Anna Gostomelsky    | ISR  | 27,46      |
| 5      | Hannah McLean       | NZL  | 27,76      |
| 6      | Elena Gemo          | ITA  | 27,86      |
| 7      | Hinkelien Schreuder | NED  | 27,89      |
| 8      | Elizabeth Coster    | NZL  | 28,17      |

### 100 meter rugslag
| rang   | naam             | land | tijd    |
| ------ | ---------------- | ---- | ------- |
| Goud   | Janine Pietsch   | GER  | 58,02   |
| Zilver | Tayliah Zimmer   | AUS  | 58,27   |
| Brons  | Chang Gao        | CHN  | 58,74   |
| 4      | Hannah McLean    | NZL  | 59,00   |
| 5      | Anna Gostomelsky | ISR  | 59,47   |
| 6      | Margaret Hoelzer | USA  | 59,57   |
| 7      | Elisabeth Coster | NZL  | 1.00,16 |
| 8      | Ya-Li Jiao       | CHN  | 1.00,30 |

### 200 meter rugslag
| rang   | naam                | land | tijd    |
| ------ | ------------------- | ---- | ------- |
| Goud   | Margaret Hoelzer    | USA  | 2.05,29 |
| Zilver | Tayliah Zimmer      | AUS  | 2.05,99 |
| Brons  | Hannah McLean       | NZL  | 2.06,96 |
| 4      | Alessia Filippi     | ITA  | 2.07,33 |
| 5      | Melissa Ingram      | NZL  | 2.07,49 |
| 6      | Zhao Jing           | CHN  | 2.07,71 |
| 7      | Stanislava Komorova | RUS  | 2.07,90 |
| 8      | Annika Liebs        | GER  | 2.09,02 |
| 16     | Hinkelien Schreuder | NED  | 2.16,50 |

### 50 meter schoolslag
| rang   | naam              | land | tijd  |
| ------ | ----------------- | ---- | ----- |
| Goud   | Jade Edmistone    | AUS  | 30,22 |
| Zilver | Brooke Hanson     | AUS  | 30,40 |
| Brons  | Jessica Hardy     | USA  | 30,48 |
| 4      | Tara Kirk         | USA  | 30,61 |
| 5      | Suzaan van Biljon | RSA  | 30,73 |
| 6      | Zoë Baker         | NZL  | 30,75 |
| 7      | Wang Qun          | CHN  | 30,87 |
| 8      | Ji Liping         | CHN  | 31,18 |

### 100 meter schoolslag
| rang   | naam                  | land | tijd    |
| ------ | --------------------- | ---- | ------- |
| Goud   | Tara Kirk             | USA  | 1.05,25 |
| Zilver | Suzaan van Biljon     | RSA  | 1.05,62 |
| Brons  | Jade Edmistone        | AUS  | 1.06,08 |
| 4      | Jessica Hardy         | USA  | 1.06,13 |
| 5      | Brooke Hanson         | USA  | 1.06,27 |
| 6      | Ji Liping             | CHN  | 1.07,84 |
| 7      | Julia Pidlisna        | UKR  | 1.08,01 |
| 8      | Anne-Mari Gulbrandsen | NOR  | 1.08,48 |

### 200 meter schoolslag
| rang   | naam                   | land | tijd    |
| ------ | ---------------------- | ---- | ------- |
| Goud   | Hui Qi                 | CHN  | 2.20,72 |
| Zilver | Tara Kirk              | USA  | 2.21,77 |
| Brons  | Nan Luo                | CHN  | 2.23,49 |
| 4      | Rebecca Soni           | USA  | 2.24,06 |
| 5      | Joelja Pidlisna        | UKR  | 2.25,50 |
| 6      | Jekaterina Kormatsjeva | RUS  | 2.28,38 |
| 7      | Imaday Gonealez        | CUB  | diskw.  |
| 8      | Suzaan van Biljon      | RSA  | diskw.  |

### 50 meter vlinderslag
| rang   | naam                  | land | tijd  |
| ------ | --------------------- | ---- | ----- |
| Goud   | Therese Alshammar     | SWE  | 25,76 |
| Zilver | Fabienne Nadarajah    | AUT  | 25,95 |
| Brons  | Anna-Karin Kammerling | SWE  | 26,07 |
| 4      | Inge Dekker           | NED  | 26,29 |
| 5      | Hinkelien Schreuder   | NED  | 26,32 |
| 6      | Marilies Demal        | AUT  | 26,38 |
|        | Rachel Komisarz       | USA  | 26,38 |
| 8      | Ya-Fei Zhou           | CHN  | 26,48 |

### 100 meter vlinderslag
| rang   | naam              | land | tijd  |
| ------ | ----------------- | ---- | ----- |
| Goud   | Lisbeth Lenton    | AUS  | 56,61 |
| Zilver | Rachel Komisarz   | USA  | 57,43 |
| Brons  | Jessicah Schipper | AUS  | 57,49 |
| 4      | Martina Moravcová | SVK  | 57,91 |
| 5      | Ya-Fei Zhou       | CHN  | 58,52 |
| 6      | Liu-Yang Jiao     | CHN  | 58,55 |
| 7      | Inge Dekker       | NED  | 58,70 |
| 8      | Mary Descenza     | USA  | 58,90 |

### 200 meter vlinderslag
| rang   | naam              | land | tijd    |
| ------ | ----------------- | ---- | ------- |
| Goud   | Jessicah Schipper | AUS  | 2.05,11 |
| Zilver | Francesca Segat   | ITA  | 2.05,91 |
| Brons  | Yang Yu           | CHN  | 2.07.05 |
| 4      | Mary Descenza     | USA  | 2.07,57 |
| 5      | Elaine Breeden    | USA  | 2.08,70 |
| 6      | Hye-Ra Choi       | KOR  | 2.09,20 |
| 7      | Xin-Hua Li        | CHN  | 2.09,49 |
| 8      | Amanda Loots      | RSA  | 2.12,36 |

### 50 meter vrije slag
| rang   | naam                  | land | tijd  |
| ------ | --------------------- | ---- | ----- |
| Goud   | Lisbeth Lenton        | AUS  | 23,97 |
| Zilver | Therese Alshammar     | SWE  | 23,98 |
| Brons  | Marleen Veldhuis      | NED  | 24,25 |
| 4      | Anna-Karin Kammerling | SWE  | 24,71 |
| 5      | Rebeca Gusmao         | BRA  | 24,80 |
| 6      | Hanna-Maria Seppälä   | FIN  | 24,87 |
| 7      | Hinkelien Schreuder   | NED  | 24,88 |
| 8      | Maritza Correia       | USA  | 25,23 |

### 100 meter vrije slag
| rang   | naam                | land | tijd  |
| ------ | ------------------- | ---- | ----- |
| Goud   | Lisbeth Lenton      | AUS  | 52,33 |
| Zilver | Marleen Veldhuis    | NED  | 53,33 |
| Brons  | Maritza Correia     | USA  | 53,54 |
| 4      | Hanna-Maria Seppälä | FIN  | 53,78 |
| 5      | Melanie Marshall    | GBR  | 53,81 |
| 6      | Josefin Lillhage    | SWE  | 54,23 |
| 7      | Amanda Weir         | USA  | 54,43 |
| 8      | Rebeca Gusmao       | BRA  | 54,53 |

### 200 meter vrije slag
| rang   | naam                | land | tijd    |
| ------ | ------------------- | ---- | ------- |
| Goud   | Yang Yu             | CHN  | 1.54,94 |
| Zilver | Federica Pellegrini | ITA  | 1.55,15 |
| Brons  | Annika Liebs        | GER  | 1.55,56 |
| 4      | Josefin Lillhage    | SWE  | 1.56,45 |
| 5      | Daria Beljakina     | RUS  | 1.56,83 |
| 6      | Melanie Marshall    | GBR  | 1.57,06 |
| 7      | Mary Descenza       | USA  | 1.57,52 |
| 8      | Helen Norfolk       | NZL  | 1.58,29 |

### 400 meter vrije slag
| rang   | naam                    | land | tijd    |
| ------ | ----------------------- | ---- | ------- |
| Goud   | Kate Ziegler            | USA  | 4.01,79 |
| Zilver | Bronte Barratt          | AUS  | 4.03,29 |
| Brons  | Federica Pellegrini     | ITA  | 4.03,63 |
| 4      | Anastasia Ivanenko      | RUS  | 4.04,03 |
| 5      | Caitlin McClatchey      | GBR  | 4.05,54 |
| 6      | Tan Miao                | CHN  | 4.05,56 |
| 7      | Erika Villaecija Garcia | ESP  | 4.06,87 |
| 8      | Mariana Brochado        | BRA  | 4.07,21 |

### 800 meter vrije slag
| rang   | naam               | land | tijd    |
| ------ | ------------------ | ---- | ------- |
| Goud   | Anastasia Ivanenko | RUS  | 8.11,99 |
| Zilver | Kate Ziegler       | USA  | 8.14,12 |
| Brons  | Rebecca Cooke      | GBR  | 8.20,02 |
| 4      | Brittany Reimer    | CAN  | 8.26,85 |
| 5      | Erika Villaecija   | ESP  | 8.27,17 |
| 6      | Kylie Palmer       | AUS  | 8.29,01 |
| 7      | Kristel Kobrich    | CHI  | 8.29,30 |
| 8      | Tan Miao           | CHN  | 8.30,60 |

### 100 meter wisselslag
| rang   | naam                | land | tijd    |
| ------ | ------------------- | ---- | ------- |
| Goud   | Brooke Hanson       | AUS  | 1.00,16 |
| Zilver | Hanna-Maria Seppälä | FIN  | 1.00,74 |
| Brons  | Martina Moravcová   | SVK  | 1.01,41 |
| 4      | Shayne Reese        | AUS  | 1.01,52 |
| 5      | Malin Svahnstrom    | SWE  | 1.02,13 |
| 6      | Sophie de Ronchi    | FRA  | 1.02,30 |
|        | Kaitlin Sandeno     | USA  | 1.02,30 |
| 8      | Hanna Eriksson      | SWE  | 1.02,92 |
| 9      | Hinkelien Schreuder | NED  | 1.02,51 |

### 200 meter wisselslag
| rang   | naam                | land | tijd    |
| ------ | ------------------- | ---- | ------- |
| Goud   | Hui Qi              | CHN  | 2.09,33 |
| Zilver | Kaitlin Sandeno     | USA  | 2.10,79 |
| Brons  | Lara Carroll        | USA  | 2.11,77 |
| 4      | Xin Zhang           | CHN  | 2.12,12 |
| 5      | Alicia Aemisegger   | USA  | 2.12,40 |
| 6      | Julie Hjorth-Hansen | DEN  | 2.13,55 |
| 7      | Sara Thyden         | SWE  | 2.13,68 |
| 8      | Sophie de Ronchi    | FRA  | 2.15,46 |

### 400 meter wisselslag
| rang   | naam               | land | tijd    |
| ------ | ------------------ | ---- | ------- |
| Goud   | Hui Qi             | CHN  | 4.34,28 |
| Zilver | Alessia Filippi    | ITA  | 4.35,32 |
| Brons  | Anastasia Ivanenko | RUS  | 4.35,54 |
| 4      | Xin Zhang          | CHN  | 4.36,30 |
| 5      | Kaitlin Sandeno    | USA  | 4.36,56 |
| 6      | Alicia Aemisegger  | USA  | 4.37,03 |
| 7      | Georgina Bardach   | ARG  | 4.40,39 |
| 8      | Helen Norfolk      | NZL  | 4.40,63 |

### 4 x 100 meter vrije slag
| rang   | naam                                                                   | land | tijd         |
| ------ | ---------------------------------------------------------------------- | ---- | ------------ |
| Goud   | Inge Dekker Hinkelien Schreuder Chantal Groot Marleen Veldhuis         | NED  | (WR) 3.33,32 |
| Zilver | Shayne Reese Sophie Edington Danni Miatke Lisbeth Lenton               | AUS  | 3.34,95      |
| Brons  | Josefin Lillhage Therese Alshammar Anna-Karin Kammerling Ida Mattson   | SWE  | 3.36.13      |
| 4      | Lauren Boyle Alison Fitch Helen Norfolk Hannah McLean                  | NZL  | 3.37,70      |
|        | Maritza Correia Margaret Hoelzer Mary Descenza Amanda Weir             | USA  | 3.37,70      |
| 6      | Yanwei Xu Jingzhi Tang Pang Jiaying Yang Yu                            | CHN  | 3.38,15      |
| 7      | Flavia Zoccari Cristina Chiuso Alessia Filippi Federica Pellegrini     | ITA  | 3.39,18      |
| 8      | Hannah Jane Arnett Wilson Yu Hang Sze Yu Ning Chan Hiu Wai Sherry Tsai | HKG  | 3.44,12      |

### 4 x 200 meter vrije slag
| rang   | naam                                                                | land | tijd    |
| ------ | ------------------------------------------------------------------- | ---- | ------- |
| Goud   | Bronte Barratt Jessicah Schipper Shayne Reese Lisbeth Lenton        | AUS  | 7.46,96 |
| Zilver | Pang Jiaying Jingzhi Tang Yanwei Xu Yang Yu                         | CHN  | 7.47,07 |
| Brons  | Kate Ziegler Rachel Komisarz Amanda Weir Kaitlin Sandeno            | USA  | 3.11.92 |
| 4      | Flavia Zoccari Simona Ricciardi Alessia Filippi Federica Pellegrini | ITA  | 7.50,39 |
| 5      | Lavren Boyle Alison Fitch Helen Norfolk Melissa Ingram              | NZL  | 7.55,46 |
| 6      | Ida Mattsson Josefin Lillhage Johanna Sjöberg Malin Svahnström      | SWE  | 7.55,60 |
| 7      | Natalya Lovtsova Daria Belyakina Daria Parshina Anastasia Ivanenko  | RUS  | 7.56,34 |
| 8      | Maria Fuster Erika Villaecija Tatiana Rouba Laura Roca              | ESP  | 7.59,85 |

### 4 x 100 meter wisselslag
| rang   | naam                                                                     | land | tijd         |
| ------ | ------------------------------------------------------------------------ | ---- | ------------ |
| Goud   | Tayliah Zimmer Jade Edmistone Jessicah Schipper Lisbeth Lenton           | AUS  | (WR) 3.51,84 |
| Zilver | Margaret Hoelzer Tara Kirk Rachel Komisarz Maritza Correia               | USA  | 3.55,65      |
| Brons  | Chang Gao Nan Luo Zhou Yafei Yanwei Xu                                   | CHN  | 3.55.76      |
| 4      | Elena Gemo Chiara Boggiatto Francesca Segat Cristina Chiuso              | ITA  | 4.01,07      |
| 5      | Stanislava Komarova Ekatarina Kormacheva Irina Bespalova Daria Balyakina | RUS  | 4.01,49      |
| 6      | Hannah McLean Kelly Bentley Elizabeth Coster Alison Fitch                | NZL  | 4.02,75      |
| 7      | Sara Thyden Hanna Eriksson Johanna Sjöberg Ida Mattsson                  | SWE  | 4.03,76      |
| 8      | Min Ji Shim Su Yeon Back Hye Ra Choi Keo Ra Lee                          | KOR  | 4.06,33      |

## Medailleklassement
| Plaats | Land                | Goud | Zilver | Brons | Totaal |
| 1      | Australië           | 12   | 9      | 3     | 24     |
| 2      | Verenigde Staten    | 6    | 8      | 9     | 23     |
| 3      | China               | 5    | 1      | 6     | 12     |
| 4      | Zuid-Afrika         | 3    | 1      | 0     | 4      |
| 5      | Rusland             | 3    | 0      | 5     | 8      |
| 6      | Italië              | 2    | 7      | 3     | 12     |
| 7      | Duitsland           | 2    | 1      | 2     | 5      |
| 7      | Oekraïne            | 2    | 1      | 2     | 5      |
| 9      | Zweden              | 1    | 2      | 3     | 6      |
| 10     | Nederland           | 1    | 1      | 1     | 3      |
| 11     | Brazilië            | 1    | 0      | 1     | 2      |
| 12     | Kazachstan          | 1    | 0      | 0     | 1      |
| 12     | Kroatië             | 1    | 0      | 0     | 1      |
| 14     | Oostenrijk          | 0    | 4      | 0     | 4      |
| 15     | Zuid-Korea          | 0    | 2      | 0     | 2      |
| 16     | Finland             | 0    | 1      | 0     | 1      |
| 16     | Slovenië            | 0    | 1      | 0     | 1      |
| 16     | Venezuela           | 0    | 1      | 0     | 1      |
| 19     | Verenigd Koninkrijk | 0    | 0      | 2     | 2      |
| 19     | Argentinië          | 0    | 0      | 1     | 1      |
| 19     | Nieuw-Zeeland       | 0    | 0      | 1     | 1      |
| 19     | Noorwegen           | 0    | 0      | 1     | 1      |
| 19     | Slowakije           | 0    | 0      | 1     | 1      |
| Totaal | Totaal              | 40   | 40     | 40    | 120    |

Langebaan (50 meter):

mannen · vrouwen

Belgrado 1973 · 
Cali 1975 · 
West-Berlijn 1978 · 
Guayaquil 1982 · 
Madrid 1986 · 
Perth 1991 · 
Rome 1994 · 
Perth 1998 · 
Fukuoka 2001 · 
Barcelona 2003 · 
Montréal 2005 · 
Melbourne 2007 · 
Rome 2009 · 
Shanghai 2011 · 
Barcelona 2013 · 
Kazan 2015 · 
Boedapest 2017 ·
Gwangju 2019 · 
Boedapest 2022 · 
Fukuoka 2023 · 
Doha 2024 · 
Singapore 2025

Kortebaan (25 meter): 

Palma de Mallorca 1993 · 
Rio de Janeiro 1995 · 
Gotenburg 1997 · 
Hongkong 1999 · 
Athene 2000 · 
Moskou 2002 · 
Indianapolis 2004 · 
Shanghai 2006 · 
Manchester 2008 · 
Dubai 2010 · 
Istanboel 2012 · 
Doha 2014 · 
Windsor 2016 · 
Hangzhou 2018 · 
Abu Dhabi 2021 · 
Melbourne 2022 · 
Boedapest 2024